# Urtica bullata
Urtica bullata är en nässelväxtart som beskrevs av Carl Ludwig von Blume. Urtica bullata ingår i släktet nässlor, och familjen nässelväxter. Inga underarter finns listade i Catalogue of Life.